# Салаева, Алла Леонидовна
Алла Леонидовна Салаева (род. 14 сентября 1979, Чебоксары, РСФСР, СССР) — российский государственный, муниципальный и политический деятель; историк-педагог, кандидат педагогических наук (2015). Депутат Государственной думы VIII созыва от партии «Единая Россия» (c 2021).
С 2020 по 2021 год — заместитель председателя Кабинета министров Чувашской Республики; руководитель и главный координатор рабочей группы Оперативного штаба по предупреждению завоза и распространения новой коронавирусной инфекции в Чувашской Республике; организатор коронавирусных ограничений и цифровизации школьного образования в Чувашской Республике.
За нарушение территориальной целостности Украины во время российско-украинской войны находится под персональными международными санкциями всех стран Европейского союза, Великобритании, США, Канады, Швейцарии, Австралии, Японии, Украины, Новой Зеландии.

## Биография

### Происхождение
Алла Салаева родилась 14 сентября 1979 года в Чебоксарах в семье инженера-конструктора Салаева Леонида Петровича и учительницы Салаевой Татьяны Леонидовны, приехавших в Чебоксары из посёлка Плесецк Архангельской области.
Детство Алла Салаева провела в Новоюжном микрорайоне города Чебоксары, где посещала чебоксарскую школу № 40, в которой преподавала её мать. По окончании средней школы Алле Салаевой была вручена школьная золотая медаль).
Салаева Алла — выпускница отделения струнных народных инструментов по классу домры Чебоксарской детской музыкальной школы № 5 им. Ф. М. Лукина.
В 2000 году окончила исторический факультет Чувашского государственного университета имени И. Н. Ульянова.

### Административная карьера
В 1999 году студенткой была устроена на работу в ОАО «Чувашия-Экспо» на должность менеджера по услугам. В дальнейшем в этой организации работала на должностях менеджера проекта, директора выставок, генерального директора и председателя ликвидационной комиссии (до 2003). Одновременно —до 2002 года— проходила курс обучения в филиале Волго-Вятской академии государственной службы в городе Чебоксары Чувашской Республики по направлению «Государственное и муниципальное управление».
- 2003—2012 года — занимала должность начальника управления культуры администрации города Чебоксары;
- 2012—2015 года — занимала должность заместителя главы администрации города Чебоксары (А. О. Ладыков) по социальным вопросам.

1 июня 2014 года (в День защиты детей) А. Салаева организовала массовую детскую «зарядку со звездой» (проект партии «Единая Россия»), для которой были использованы до 15 тысяч горожан — воспитанников детских садов и их родителей. По результатам проведения в Чебоксарах Международного спортивного форума «Россия — спортивная держава» в 2014 году А. Л. Салаева была награждена орденом «За заслуги перед Чувашской Республикой».
Одновременно с работой в администрации города Чебоксары значилась аспирантом в Чувашском государственном педагогическом университете им. И. Я. Яковлева и преподавателем Чебоксарского филиала РАНХиГС; к 2015 году А. Л. Салаевой была подготовлена кандидатская диссертация, и в итоге ей апреле 2015 года была присвоена учёная степень кандидата педагогических наук (научным руководителем выступила Кузнецова Л. В. — профессор кафедры теории, истории, методики музыки ЧГПУ им. И. Я. Яковлева).
- 2015—2016 годы — заместитель председателя Кабинета министров Чувашской Республики.
- 2016—2020 годы — вернулась на должность заместителя главы администрации города Чебоксары по социальным вопросам.

На период избирательной кампании в Госдуму VIII созыва с марта 2020 года была обозначена в должности заместителя председателя Кабинета министров Чувашской Республики, одновременно в сентябре — ноябре 2020 года — и. о. министра, с ноября 2020 года — министр образования и молодёжной политики Чувашской Республики. Одновременно участвовала в избирательной кампании в качестве кандидата в депутаты Госдуму по одномандатному округу от партии «Единая Россия» по Чебоксарскому округу с избирательным фондом более 26 млн рублей.
С марта 2020 года Алла Салаева была руководителем и главным координатором рабочей группы Оперативного штаба по предупреждению завоза и распространения новой коронавирусной инфекции в Чувашии.
Выступила сторонницей введения дистанционного образования для школьников в Чувашской Республике.
После избрания в Госдуму должности в правительстве Чувашии были оставлены. В Госдуме была определена в Комитет по туризму и развитию туристической инфраструктуры. 17 февраля 2022 года Алла Салаева возглавила рабочую группу по развитию детского туризма, отдыха и оздоровления, созданную в рамках Комитета по туризму и развитию инфраструктуры Госдумы. В рамках комитета курирует медицинский туризм.
Является членом президиума регионального политического совета партии «Единая Россия» в Чувашской Республике (2022), включена в состав Высшего экономического совета Чувашской Республики (с 2021).

## Международные санкции
Из-за нарушения территориальной целостности и независимости Украины во время российско-украинской войны находится под персональными международными санкциями разных стран.
23 февраля 2022 года внесена в санкционные списки стран Евросоюза за действия и политику, которые подрывают территориальную целостность, суверенитет и независимость Украины и еще больше дестабилизируют Украину.
24 февраля 2022 года включена в санкционный список Канады «близких соратников режима» за голосование о признании независимости «так называемых республик в Донецке и Луганске».
24 марта 2022 года, на фоне вторжения России на Украину, включена в санкционный список США за «соучастие в войне Путина» и «поддержку усилий Кремля по вторжению в Украину», Госдеп США заявил что депутаты Госдумы используют свои полномочия для преследования инакомыслящих и политических оппонентов, нарушают свободу информации, ограничивают права человека и основные свободы граждан России.
По аналогичным основаниям, с 25 февраля 2022 года находится под санкциями Швейцарии. С 26 февраля 2022 года находится под санкциями Австралии. С 11 марта 2022 года находится под санкциями Великобритании. С 18 марта 2022 года находится под санкциями Новой Зеландии.
С 12 апреля 2022 под персональными санкциями Японии. Указом президента Украины Владимира Зеленского с 7 сентября 2022 года находится под санкциями Украины.

## Семья и личная жизнь

### Семья
Была в браке с чебоксарским предпринимателем Развиным Дмитрием Анатольевичем. На 2020 год Алла Салаева в браке не состоит.
Сын — Иван Дмитриевич Развин, учился в гимназии № 1 города Чебоксары.
Родители Аллы Салаевой — пенсионеры (2022), живут в Чебоксарах.
Отец — Леонид Петрович Салаев (род. 4 января 1939) — инженер, ученый, изобретатель).
Мать — Салаева Татьяна Леонидовна — бывший преподаватель английского языка, работала в школе № 40 города Чебоксары.
Бабушка Аллы Салаевой была преподавателем русской литературы.

### Собственность
Алла Салаева до 2019 года имела в собственности две квартиры: площадью 78.9 м² и 102.4 м². В 2022 году задекларировала доход за 2021 год в размере 3,9 млн рублей, в собственности также имеются четыре квартиры, земельный участок для размещения многоэтажной жилой застройки. Она и её ребёнок пользуются служебной квартирой, предоставленной в Москве как депутату Госдумы.

## Критика
Координатор ФБК в Чебоксарах Семён Кочкин пишет (2021) о А. Л. Салаевой: «Алла Салаева — <…> верная Харли Квин Ладыкова. С приходом Ладыкова в администрацию Чебоксар <…> из заурядного руководителя отдела культуры она стала замом главы администрации города. <…> стала строить бюджетников, проводя все эти безумные <…> зарядки со звездой. Сейчас она заместитель премьер-министра <…>. Это дает ей <…> служебный автомобиль с водителем. <…> она ездит в рабочие поездки только в рамках своего избирательного округа <…>. При этом в отставку с должности министра единоросска не уходила. Очевидно, что Салаева колесит по Чувашии не по работе, а для агитации себя любимой. То есть нарушает закон о выборах в Госдуму, который запрещает зарегистрированным кандидатам использовать преимущества своего служебного положения, в том числе бесплатно пользоваться гостранспортом для предвыборной деятельности. За это Салаева должна быть снята с выборов. <…> Откуда у простой бюджетницы столько денег? <…> в 2020-м, например, получила почти 3 млн рублей и даже взяла в ипотеку квартиру в 102 м². Давайте посмотрим финансовые отчёты <…>. <…> Салаева собрала на кампанию рекордные 26,5 миллиона! Даже у банковского лоббиста Аксакова всего 9. Остальные кандидаты тратят на кампанию меньше 1 миллиона».
Салаева внесена в доклад «1500 поджигателей войны», составленный Форумом свободной России

## Медийная активность и продвижение

### Работы
- Салаева А. Л. Моделирование культурно-образовательного пространства общеобразовательного учреждения на основе кластерного подхода // www.chgpu.edu.ru

### Спонсоры
Избирательную кампанию Аллы Салаевой как кандидата в депутаты Госдумы в 2021 году профинансировали:
- Национальный фонд поддержки регионального сотрудничества и развития (НФПР, Москва) — 8 млн рублей;
- ПАО «Дорисс» (Чебоксары) — 5 млн рублей;
- ООО «Специализированный застройщик „СМУ-58“» (Чебоксары) — 3 млн рублей;
- АО "Специализированный застройщик "Инвестиционно-строительная компания «Честр-Групп» (Чебоксары) — 2,5 млн рублей;
- АО «Научно-производственный комплекс „Элара“ имени Г. А. Ильенко» (Чебоксары) — 2 млн рублей;
- ООО «Элинокс» (Чебоксары) — 2 млн рублей;
- АО «Чувашторгтехника» (Чебоксары) — 2 млн рублей;
- АО "Специализированный застройщик «Инкост» (Чебоксары) — 1 млн рублей;
- ООО «Фросто» (Чебоксары) — 1 млн рублей;
- АО «Чебоксарский речной порт» — 0,2 млн рублей.

### Публикации и соцсети
- Женские лики. Алла Салаева. Выпуск ГТРК «Чувашия» от 30.11.2021 // www.youtube.com
- Официальный аккаунт в социальной сети ВКонтакте // vk.com

### Награды
- Орден «За заслуги перед Чувашской Республикой» (2014) — «за большой вклад в социально-экономическое развитие Чувашской Республики»
- Заслуженный работник культуры Чувашской Республики (2012)
- Благодарность Главы Чувашской Республики
- Почётная грамота Министерства культуры, по делам национальностей, информационной политики и архивного дела Чувашской Республики
- Медаль «За заслуги перед городом Чебоксары»
- Почётная грамота Чебоксарского городского Собрания депутатов
- Почётная грамота администрации города Чебоксары